# Tasmanoperla larvalis
Tasmanoperla larvalis is een steenvlieg uit de familie Austroperlidae. De wetenschappelijke naam van de soort is voor het eerst geldig gepubliceerd in 1969 door Illies.